# Armeens-Tataarse bloedbaden van 1905-1906

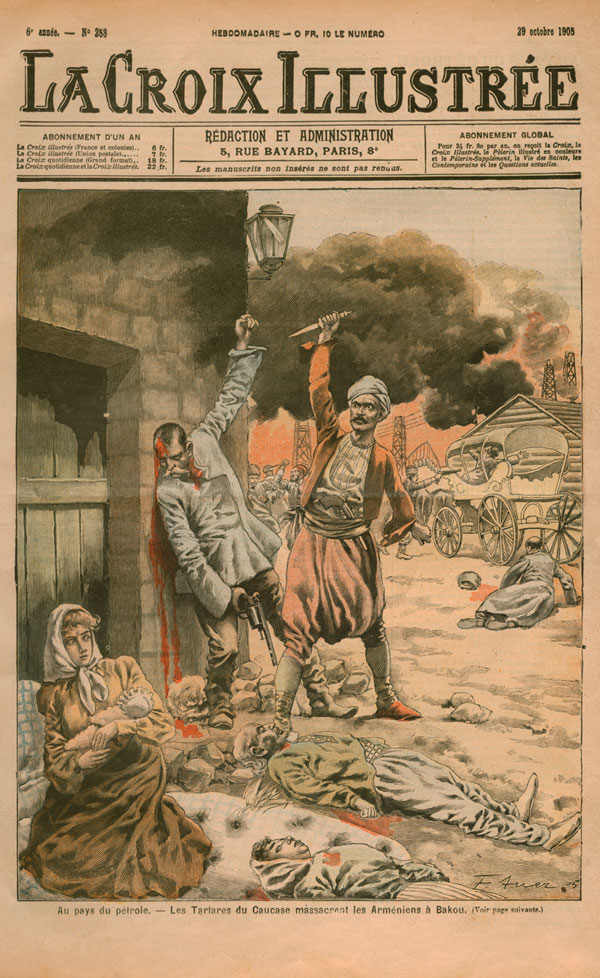
"Slachting van Armeniërs door Tataren in Bakoe"
titelpagina van een nummer van de Franse krant La croix illustreé, 1905

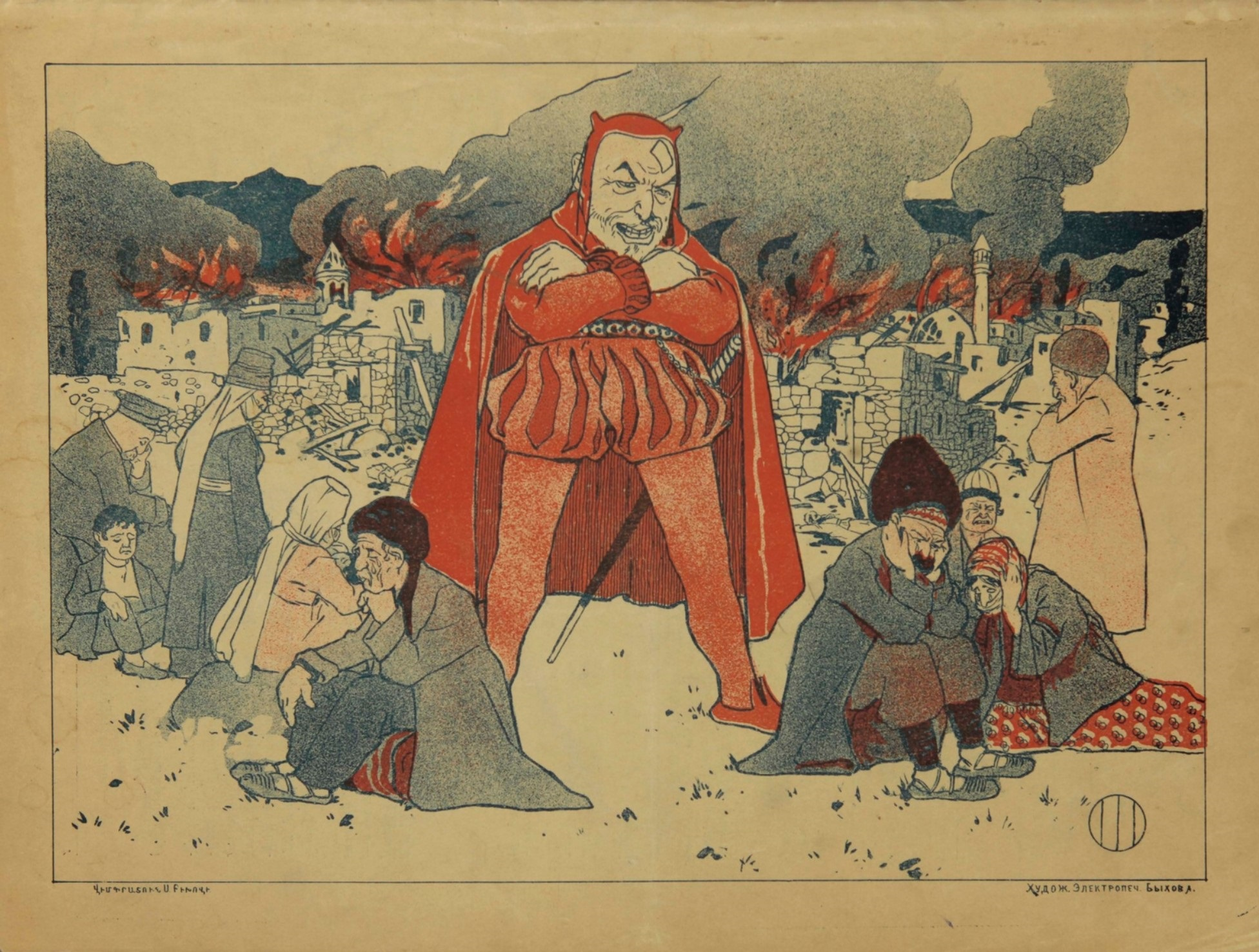
een cartoon uit het in Tbilisi gevestigde Armeense satirische tijdschrift Chatabala laat bittere gevolgen zien voor beide partijen

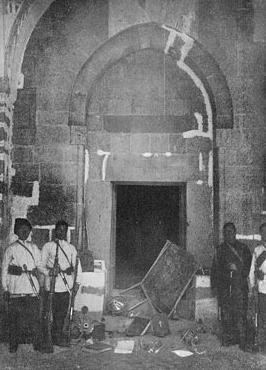
verwoeste Armeense kerk in het district Nachitsjevan

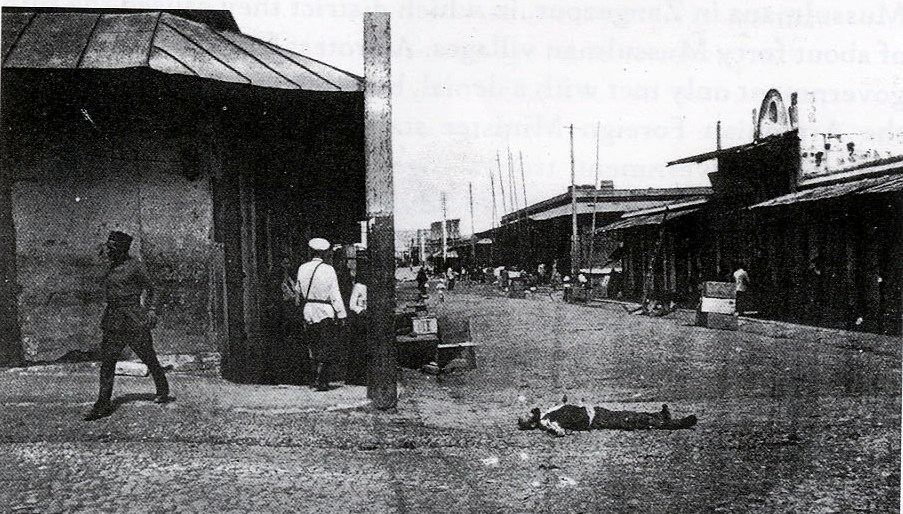
het lijk van een vermoorde Azeri in de straten van Bakoe, 7 oktober 1905

De Armeens-Tataarse bloedbaden (Azerbeidzjaans: Erməni-azərbaycanlı qırğınları, Armeens:. Հայ-թաթարական ընդհարումներ), ook bekend als de Armeens-Tataarse oorlog of de Armeens-Moslimoorlog, waren bloedige interetnische confrontatie tussen Armeniërs en Kaukasische Tataren (later bekend als Azerbeidzjanen) in het Russische onderkoninkrijk van de Kaukasus in 1905-1906. 
De bloedbaden begonnen tijdens de Russische Revolutie van 1905. 
De meest gewelddadige botsingen vonden plaats in februari en augustus 1905 in Bakoe, in mei in Nachitsjevan, in augustus in Sjoesja (Şuşa) en in november in Jelizavetpol (Gəncə). De steden en de olievelden van Bakoe werden zwaar beschadigd. Er brak ook in Tbilisi enig geweld uit, hoewel van mindere omvang.
De publieke opinie, en vooral de revolutionairen, beschuldigde de tsaristische autoriteiten niet alleen van opzettelijke passiviteit en medeplichtigheid, maar ook van het actief uitlokken van het bloedbad. Er werd beweerd dat de autoriteiten de loyale (vanwege de lage politisering) moslimbevolking tegenover de Armeniërs, doordrenkt van de revolutionaire geest, hadden opgezet.
Het bloedbad zelf begon op 6 februari 1905, nadat Armeniërs in het centrum van Bakoe een islamitische oliearbeider hadden doodgeschoten. Hierna begon een vijf dagen durend wederzijds bloedbad in de stad.
Volgens de Amerikaanse historicus Tadeusz Swietochowski werden tijdens de schermutselingen van 1905 ongeveer 158 Azerbeidzjaanse en 128 Armeense nederzettingen verwoest en stierven volgens verschillende schattingen 3.000 tot 10.000 mensen.
Volgens historicus Sen Hovhannisjan raakten als gevolg van de bloedbaden 4.000 mensen gewond of gedood.
De Armeniërs, die de gebeurtenissen in Rusland bezagen tegen de achtergrond van de massamoord op Armeniërs in Turkije, beschouwden ze als onderdeel van een pan-islamitische samenzwering gericht op de uitroeiing van christenen, toegeschreven aan de agitatie van agenten van de Turkse sultan Abdülhamit II. 

## Achtergrond
Een van de redenen voor de vijandige houding tegenover Armeniërs, die zich in de laatste decennia van de 19e eeuw in de Russisch Transkaukasus manifesteerde, was het gebrek aan vertegenwoordiging van de moslimbevolking in de lokale overheden. In het bijzonder hadden niet-christenen volgens de hervorming van 1870 recht op niet meer dan een derde van de zetels in de gemeenteraden. In 1892 werd dit verder teruggedrongen naar 20%. Deze maatregelen, die aanvankelijk tegen Joden waren gericht, troffen in Transkaukasië vooral moslims, hoewel zij bijvoorbeeld in Bakoe ongeveer 80% van het electoraat uitmaakten.
Na de annexatie van Transkaukasië bij Rusland probeerde de centrale regering de wettelijke en culturele normen uit te breiden naar het verworven grondgebied, maar stuitte op weerstand van de moslimbevolking. De Russische rechtbanken beschouwden bepaalde gewoonten en alledaagse principes in de toenmalige moslimmaatschappij als misdaden, terwijl sommige voortkwamen uit de islamitische sharia-wetten en gewoonten van de moslimmaatschappij, en sommige niet als ernstige misdrijven werden beschouwd: bloedwraak, het dragen van wapens, huwelijken met minderjarigen, polygamie, en diefstal van vee. Meineed bij burgerlijke rechtbanken was wijdverbreid. Sinds de annexatie van Transkaukasië streefde de tsaristische regering naar culturele homogeniteit van de bevolking van de regio. Daarom werden er maatregelen genomen om de positie van de moslimaristocratie te verzwakken. Voor dit laatste doel werden vertegenwoordigers van de christelijke volkeren van de regio in de bestuursorganen benoemd. Omdat de tsaristische regering niet kon vertrouwen op een aanzienlijke Russische bevolking, gaf de tsaristische regering de Armeniërs, als mede-christenen, de rol van behartiger van hun belangen. Het resultaat hiervan was echter de ontwikkeling van een gevoel van nationale exclusiviteit onder de Armeniërs, wat niet strookte met het assimilatiebeleid van de regering. Daarom stelde de tsaristische regering zich vanaf de jaren 80 van de 19e eeuw tot doel de Armeense dominantie in de steden van Transkaukasië te verminderen.
Grigori Golitsyn, in 1886 benoemd tot opperbevelhebber van de Kaukasische regering, begon, ter ondersteuning van de moslims, onmiddellijk een anti-Armeens beleid te voeren. Als reactie op de ontevredenheid van moslims over de onevenredige vertegenwoordiging van Armeniërs in het ambtenarenapparaat (zij zouden tussen de 50 en 90 procent van de posities bezetten), verminderde hij het aantal Armeense functionarissen en vervulde hij de vacatures met moslims. Zo werden veel Armeniërs uit leidinggevende posities ontslagen en moslims in hun plaats benoemd.
Anti-Armeense gevoelens verspreidden zich onder Dondoekov-Korsakov en Golitsyn. Zo klaagde een verslaggever in een rapport van de geheime politie bijvoorbeeld dat op Armeense scholen en kranten aan het grote Armeense koninkrijk herinnerd werd, hetgeen hij als een gevaar zag, omdat volgens hem "Armeniërs net als Joden waren". In 1885 werden 160 Armeense scholen gesloten en in maart 1889 werd een decreet uitgevaardigd om de geschiedenis en geografie van Armenië uit te sluiten van de schoolcurricula.
Op het hoogtepunt van de anti-Armeense campagne werden Armeense scholen opgenomen in het volledig Russische onderwijssysteem, en in 1903 werden de eigendommen van de Armeens-Apostolische Kerk geconfisqueerd. Het resultaat van dit beleid was dat de Armeense nationale beweging terroristische methoden begon over te nemen. Als reactie op de repressieve maatregelen tegen Armeniërs werden verschillende moordpogingen op regeringsfunctionarissen ondernomen. Een van de meest resonerende was de moordaanslag op Golitsyn, waarna deze in 1903 de Kaukasus verliet. De regering van Grigori Golitsyn was de enige keer dat het tsarisme zich weerhield van pro-Armeense standpunten
Aanvallen door leden van de Armeense Dasjnak-organisatie op tsaristische functionarissen gaven de autoriteiten de gelegenheid om de loyaliteit van moslims op de proef te stellen. Deze laatsten beschouwden de houding van de regering op hun beurt als een stilzwijgende instemming met de moslimaanspraak op dominantie in de steden van de provincies Bakoe en Jelizavetpol. 
Volgens de Franse schrijver Claude Anet, die in april 1905 de Kaukasus doorkruiste, "hervatten de vele minderheden - en in het bijzonder de Azeri's (Tataren) en Armeniërs - de voorouderlijke botsingen". Anet schreef dat de Russische regering de Armeniërs ervan beschuldigde de aanstichters te zijn, maar hij geloofde dat de regering ongelijk had. Hij legde uit dat de Armeniërs, die de handelsklasse vormden, niet geliefd waren bij de moslimbevolking en de Georgiërs omdat ze niet-orthodox waren (ze vormden een aparte kerk waarvan de katholikos in Etsjmiadzin, nabij Jerevan, woonden). Hij dacht dat de regering een hekel had aan de Armeniërs omdat ze anti-regering waren. Anet typeerde de Armeniërs als "snel rijk wordend ten koste van de bevolking waarin ze leven en uitblinkend in de geldhandel zoals de Joden", en "bommen gebruikend voor verdediging in plaats van man-tegen-man-gevechten".

## Verloop van het bloedbad

### Bakoe
In januari 1905 verspreidde zich in de theehuizen het gerucht dat de Armeniërs moslims wilden aanvallen tijdens de sjiitische feestdag van Muharram. Op 6 februari, na het neerschieten van een Azerbeidzjaanse arbeider door Armeniërs, begon in Bakoe een pogrom. Gewapende groepen moslims, verzameld in het centrum van Bakoe, doodden alle Armeniërs die ze tegenkwamen. Op de tweede dag van de pogrom begon de menigte Armeense winkels te beroven en bereikte de kazerne van de oliemaatschappij Pitojev, waar alleen al op 8 februari meer dan 40 Armeniërs werden gedood. De pogroms duurden vijf dagen. Lokale autoriteiten namen geen maatregelen tegen de aanstichters. De politie greep niet in bij de botsingen, en er waren gevallen waarin de politie Armeniërs aan hun achtervolgers overdroeg. De onderzoekscommissie van Koezminski kreeg bewijsmateriaal dat Turkse arbeiders op een van de politiebureaus vuurwapens kregen vanwege de bescherming van hun paspoorten. In een nota van minister van Financiën Kokovtsov van februari werd de passiviteit van de autoriteiten als schandalig en monsterlijk bestempeld, en het prestige van Rusland in de internationale arena als hopeloos ondermijnend.
Het conflict liep snel uit de hand en tegen de zomer van 1905 overspoelde het hele districten van Transkaukasië met een gemengde Armeens-Azerbeidzjaanse bevolking. De Britse consul Stevens schreef in zijn brief aan staatssecretaris van Buitenlandse Zaken Lansdowne op 20 juni 1905: 
De massamoord op Armeniërs en Tataren in Nachitsjevan en Erivan en in alle dorpen van de districten van de genoemde steden heeft zeer alarmerende proporties aangenomen. Helaas zijn de partijen die zich aan het bloedbad hebben gewijd zo vastbesloten om elkaar de meest ernstige schade toe te brengen, dat op sommige plaatsen hele dorpen als gevolg van ophitsing met de grond gelijk worden gemaakt.
Op 2 september 1905 braken in Bakoe opnieuw Armeens-Azerbeidzjaanse botsingen uit. Deze groeiden al snel uit tot een algemene opstand, waarbij Russische arbeiders een grote rol speelden. De Britse vice-consul in Bakoe, MacDonell, wees erop dat "het [moslim]volk als geheel de rol van passieve waarnemers speelde" en merkte op dat als alle moslims zich bij het conflict hadden aangesloten, geen enkele Armeniër in leven zou zijn gebleven. Consul Stevens schatte het aantal doden op 275 Tataren (Azerbeidzjanen), 150 Russen, 95 Armeniërs en ongeveer 100 soldaten, maar volgens Justin McCarthy vertegenwoordigen deze cijfers slechts een klein deel van het werkelijke aantal doden. Russische soldaten die arriveerden om de orde te herstellen, namen daartoe hun toevlucht tot extreme vormen van geweld. McCarthy wees er, onder verwijzing naar gegevens van consul Stevens, op dat moslimdorpen hier het meest onder te lijden hadden.
Geïsoleerde geweldsincidenten gingen door tot in oktober 1995. De autoriteiten konden de onrust pas in 1906 onderdrukken door een expeditie naar de Kaukasus te sturen onder bevel van generaal Maksoed Alichanov-Avarski, welke later door Dasjnak-revolutionairen werd vermoord. Graaf Vorontsov-Dasjkov, in april 1905 benoemd tot gouverneur van de Kaukasus, bereikte een verzachting van de anti-Armeense positie van de autoriteiten en de teruggave van eigendommen aan de Armeense kerk. Na conflicten over het buitenlands beleid met het Ottomaanse Rijk werd het standpunt van de regering opnieuw pro-Armeens, terwijl openlijke discriminatie van moslims werd vermeden.
Volgens het Statistisch Bureau van Bakoe en het Tataars-Russisch-Armeense Comité voor Hulp aan Slachtoffers werden 205 Armeniërs gedood, waaronder 7 vrouwen, 20 kinderen en 13 ouderen, en raakten 121 mensen gewond. Onder de Azerbeidzjanen vielen in totaal 111 doden, waaronder 2 vrouwen, geen kinderen of bejaarden, en 128 gewonden.

### Nachitsjevan
Na de botsingen in Bakoe begonnen moslimgemeenschappen in het district Nachitsjevan ladingen wapens uit Perzië te smokkelen. In april begonnen de moorden op Armeniërs in het district alarmerende proporties aan te nemen en de Armeense gemeenschap vroeg de Russische autoriteiten om bescherming. 
Op 25 mei vielen bendes gewapende Tataren, volgens een eerder opgesteld plan, het marktgebied in de stad Nachitsjevan aan, plunderden en verbrandden Armeense bedrijven en doodden alle Armeniërs die ze konden vinden. Ongeveer 50 Armeniërs werden vermoord. Op dezelfde dag begonnen Tataarse dorpelingen van het platteland hun Armeense buren aan te vallen. Luigi Villari citeert officiële rapporten waarin wordt vermeld dat: 
van de in totaal 52 dorpen met een Armeense of gemengde Armeens-Tartaarse bevolking er 47 werden aangevallen, en dat daarvan 47, 19 volledig werden verwoest en verlaten door hun inwoners. Het totale aantal doden, inclusief die in de stad Nachitsjevan was 239. Later, tijdens een wraakaanval, vielen Armeniërs een Tartaars dorp aan, waarbij 36 mensen omkwamen.

### Şuşa
De situatie in Şuşa was anders dan in Nachitsjevan. Volgens de Britse journalist Thomas de Waal waren van de 300 doden en gewonden ongeveer twee derde Tataren, aangezien de Armeniërs betere schutters waren en het voordeel van positie genoten. 

### Gəncə
Voorafgaand aan de Armeens-Tataarse bloedbaden had Jelizavetpol, het huidige Gəncə en bij de Armeniërs bekend als Gandzak, een aanzienlijke Armeense bevolking. 

## Evaluaties
Firuz Kazemzadeh schreef in 1951:
Het is onmogelijk om de schuld voor het bloedbad aan welke kant dan ook te leggen. Blijkbaar hebben in sommige gevallen de Azerbeidzjanen (Bakoe, Jelizavetpol) de eerste schoten afgevuurd, in andere (Sjoesja, Tiflis) de Armeniërs.
Hij merkt ook op dat de Armeense Dasjnak als partij het grootste deel van de verantwoordelijkheid droeg, aangezien zij vaak de leidende kracht was bij het plegen van bloedbaden. De Dasjnaks organiseerden groepen die vergelijkbaar waren met die in Turkije, voornamelijk bestaande uit Armeense vluchtelingen uit dat land. Dergelijke groepen moesten moslims aanvallen en de bevolking van hele dorpen uitroeien. De Azerbeidzjanen hadden geen organisatie die vergelijkbaar was met Dasjnak. Ze vochten zonder coördinatie of plan. Svante Cornell stelde dat de Dasjnak-leden aan de Armeense kant effectiever waren, en dat de gebrekkige Tartaarse organisatie tot meer slachtoffers aan Tataarse kant leidde. De Armeniërs leden echter ruim 75% van de materiële schade. 
Andere historici, zoals Hiratsj Dasnabedjan of Christopher J. Walker, beweren dat de Azerbeidzjanen het conflict begonnen, wat de Armeniërs een reden gaf om een onevenredig krachtiger antwoord te geven. Walker wees ook op de medeplichtigheid van de autoriteiten aan de acties van de Tataren, waardoor deze ongestraft bleven. 
Tijdens de bloedbaden kwam de regering niet tussenbeide. De voormalige gouverneur Vorontsov-Dasjkov zei dat de regeringstroepen niets hadden gedaan om de bloedbaden te voorkomen. Villari merkte op dat "de Tataarse intelligentsia fel anti-Armeens is", en de steun genoot van de regering, die daarin een tegenwicht zag voor de nationale en socialistische aspiraties van de Armeniërs. De publicist I. Alibegov zag de belangrijkste reden voor alle verschrikkingen van de Armeens-Tataarse botsingen in het "algemene politie-bureaucratische regime van de "autocratische" macht", in de schaduw waarvan, volgens Alibegov, "de islamisten, provocateurs, liefhebbers van "de goederen van anderen", failliete moslims, feodale heren, bloeddorstige agenten van de "autocratische" regering en ander "uitschot van de samenleving", "provocerende agitatie" uitvoerden waaraan hij het bloedbad toeschreef. 
Charles van der Leeuw, een in Bakoe gevestigde Nederlandse correspondent die bekend staat om het benadrukken van de noodzaak van inzicht in "de andere kant van het verhaal", stelde dat de rellen begonnen met de moord op een Azerbeidzjaanse schooljongen en een winkelier in Bakoe, gevolgd door een mars van een Azerbeidzjaanse menigte naar de Armeense wijken van Bakoe, en 126 Azeri's en 218 Armeniërs werden binnen vier dagen gedood. 